# Triodia abdita
Triodia abdita är en ormstjärneart som beskrevs av A.M. Clark 1970. Triodia abdita ingår i släktet Triodia och familjen trådormstjärnor. Inga underarter finns listade i Catalogue of Life.